# Роже Юбер
Роже́ Юбе́р (фр. Roger Hubert; 30 березня 1903, Монтрей, Франція — 28 листопада 1964, Неї-сюр-Сен, Франція) — французький кінооператор.

## Біографія
Роджер Юбер навчався на фотографа в Інституті Марей (фр. Institut Marey) у Венсенні. У 1923 році він почав працювати в кіно як оператор, знявши спільно з Рауль Обурдером фільм Жана Епштейна «Червона харчевня». Знімав фільми Абеля Ґанса — «Наполеон» (1927, спільно з іншими операторами), «Я звинувачую» (1938), що відрізняються масштабністю і динамічною виразністю композиційних рішень, а також стрічки Марселя Карне «Вечірні відвідувачі» (1942), «Діти райка» (1945), Тереза Ракен (1953), відмічені ретельною розробкою тонального строю й тонкою передачею поетичної атмосфери.
Юбер співпрацював з режисерами Жаком Фейдером, Жульєном Дювів'є, Жаном Деланнуа, Івом та Марком Аллегре, Максом Офюльсом, Анрі Вернеєм та ін., взявши за час своєї операторської кар'єри участь у створенні понад 90-та кінострічок.

## Фільмографія (вибіркова)
- 1923 : Червона харчевня / L'auberge rouge
- 1927 : Апачі Парижа / Die Apachen von Paris
- 1927 : Наполеон / Napoléon
- 1929 : Піски / Sables
- 1930 : Опівнічні коханці / Les amours de minuit
- 1931 : Кінець світу / La fin du monde
- 1931 : Мадемуазель Нітуш / Mam'zelle Nitouche
- 1932 : Маленька шоколадниця / La petite chocolatière
- 1932 : Фанні / Fanny
- 1933 : Мати скорботна / Mater dolorosa
- 1933 : Битва / La bataille
- 1933 : Жослін / Jocelyn
- 1934 : Дама з камеліями / La dame aux camélias
- 1934 : Готель вільного обміну / L'hôtel du libre échange
- 1934 : Битва / The Battle
- 1934 : Божественна / Divine
- 1935 : Пансіон «Мімоза» / Pension Mimosas
- 1935 : Любовна кадриль / Quadrille d'amour
- 1935 : Вир / Remous
- 1935 : Наполеон Бонапарт / Napoléon Bonaparte
- 1935 : Жером Перро, герой барикад / Jérôme Perreau héros des barricades
- 1935 : Лукреція Борджіа / Lucrèce Borgia
- 1936 : Пацанка / La garçonne
- 1936 : Роман про бідну молоду людину / Le roman d'un jeune homme pauvre
- 1936 : Женні / Jenny
- 1936 : Великий / Les grands
- 1936 : Герой дня / L'homme du jour
- 1938 : Я звинувачую / J'accuse
- 1938 : Викрадач жінок / Le voleur de femmes
- 1938 : Дрібниця / Le petit chose
- 1938 : Прекрасна зірка / Belle étoile
- 1938 : Північноатлантичний / Nord-Atlantique
- 1939 : Закон півночі / La loi du nord
- 1940 : Життя — прекрасне / La vie est magnifique
- 1940 : Париж-Нью-Йорк / Paris New-York
- 1940 : Шостий поверх / Sixième étage
- 1941 : Перший бал / Premier bal
- 1941 : Історія сміху / Histoire de rire
- 1942 : Жінка, яку я любив сильніше за всіх / La femme que j'ai le plus aimée
- 1942 : Вечірні відвідувачі / Les visiteurs du soir
- 1943 : Барон-примара / Le baron fantôme
- 1943 : Вічне повернення / L'éternel retour
- 1944 : Наречена пітьми / La fiancée des ténèbres
- 1945 : Діти райка / Les enfants du paradis
- 1945 : Частина тіні / La part de l'ombre
- 1946 : Справа про намисто королеви / L'affaire du collier de la reine
- 1946 : Мартін Руманьяк / Martin Roumagnac
- 1947 : Зеркало / Miroir
- 1947 : У розквіті літ / La fleur de l'âge
- 1949 : Портрет убивці / Portrait d'un assassin
- 1949 : Суд Божий / Le Jugement de Dieu
- 1950 : Кінець Помпеї / Gli ultimi giorni di Pompei
- 1951 : Коханці з Мертвої річки / Les amants de Bras-Mort
- 1952 : Шкіряний ніс / Nez de cuir
- 1952 : Сім смертних гріхів / Les sept péchés capitaux (епізод «Похіть»)
- 1952 : Божевілля молодості / La jeune folle
- 1952 : Свято Генрієтти / La fête à Henriette
- 1953 : Нічні компаньйони / Les Compagnes de la nuit
- 1953 : Тереза Ракен / Thérèse Raquin
- 1953 : Нічний кавалер / Le chevalier de la nuit
- 1954 : Повітря Парижа / L'air de Paris
- 1954 : Королева Марго / La Reine Margot
- 1955 : Закохані з Тахо / Les amants du Tage
- 1955 : Оазис / Oasis
- 1956 : Губбіа, коханий! / Goubbiah, mon amour
- 1956 : Клятвопорушник / Der Meineidbauer
- 1957 : Людина в непромокальному плащі / L'homme à l'imperméable
- 1957 : Еліза / Élisa
- 1958 : Тереза Етьєн / Thérèse Étienne
- 1958 : Паризьке свято / Paris Holiday
- 1958 : Білий вантаж / Cargaison blanche
- 1959 : Жінка і блазень / La femme et le pantin
- 1959 : Асфальт / Asphalte
- 1959 : Вождь червоношкірих / Le grand chef
- 1959 : Єдиний ангел на землі / Ein Engel auf Erden
- 1959 : Корова і солдат / La vache et le prisonnier
- 1959 : Клятвопорушник / The Perjurer
- 1960 : Бомби над Монте-Карло / Bomben auf Monte Carlo
- 1960 : Священний хід танцю / Le Saint mène la danse
- 1960 : Крез / Crésus
- 1960 : Приз / Cocagne
- 1961 : Ла Файєтт / La Fayette
- 1961 : Динамітний Джек / Dynamite Jack
- 1961 : Подорож у Біаріц / Le voyage à Biarritz
- 1963 : Кухарство на маслі / La cuisine au beurre
- 1964 : Суп / La bonne soupe
- 1972 : Бонапарт і революція / Bonaparte et la révolution